# Hey, Good Lookin' (canção)
"Hey, Good Lookin'" é uma canção de 1951 escrita e gravada por Hank Williams, cuja versão foi introduzida no Grammy Hall of Fame em 2001. Desde sua gravação original de 1951, houve diversos covers da canção por uma variedade de artistas.
A canção de Hank Williams foi inspirada em outra música com o mesmo título, que foi escrita por Cole Porter em 1942. A letra da versão Williams começa com o uso de duplo sentido relacionado à preparação de alimentos ("How's about cookin' somethin' up with me?"). No terceiro e quarto versos, o cantor promete o objetivo de sua afeição de que eles podem se tornar um casal exclusivo ("How's about keepin' steady company?" E "I'm gonna throw my date book over the fence").
Williams era amigo do músico Jimmy Dickens. Tendo dito a Dickens que este precisava de um disco de sucesso para se tornar uma estrela, Williams disse que escreveria "Hey Good Lookin'" em apenas vinte minutos enquanto estava em um avião com Dickens, Minnie Pearl e o marido de Pearl Henry Cannon. Uma semana depois, Williams gravou ele mesmo, brincando, dizendo a Dickens: "Essa música é boa demais para você!"

## Covers
- Em 1951, Jo Stafford e Frankie Laine lançaram uma versão da canção como um dueto, chegando ao número 21 nas paradas da Billboard Hot 100.[7]
- Tennessee Ernie Ford gravou a música com Helen O'Connell em 1951.
- Johnny Cash gravou uma versão durante seu mandato na Sun Records .
- Roy Orbison gravou para o seu álbum de 1970 da MGM Hank Williams The Roy Orbison Way
- George Jones gravou a música para seu LP de 1960, George Jones Salutes Hank Williams .
- Ray Charles fez um cover a música no primeiro volume de seu álbum de 1962 Modern Sounds in Country and Western Music .
- Dean Martin incluiu "Hey, Good Lookin '" em seu LP 1963 Country Style.
- Del Shannon gravou para o seu álbum de 1964, Del Shannon Sings Hank Williams.
- Ace Cannon gravou uma versão instrumental em seu álbum de 1965, Nashville Hits.
- Ernest Tubb incluiu-o no seu LP de 1968 Ernest Tubb Sings Hank Williams .
- Roy Buchanan cobriu a música em seu LP homônimo de 1972
- The Residents cobriu a música em 1986, com uma parte de guitarra gravada por Snakefinger, sua última colaboração com o grupo.
- Buckwheat Zydeco e Dwight Yoakam fizeram um cover  da música em 1990.
- Waylon Jennings gravou a música para seu álbum de 1992, Ol 'Waylon Sings Ol' Hank.
- A banda de música country The Mavericks lançou uma versão cover em 1992 do álbum From Hell to Paradise . Esta versão atingiu o número 74 nas paradas de singles do país.[8]
- CC Deville Son In Law Soundtrack em 1993.
- Em 2004, Jimmy Buffett gravou uma versão para seu álbum License to Chill. Clint Black, Kenny Chesney, Alan Jackson, Toby Keith e George Strait foram todos apresentados nesta versão, que alcançou o 8º lugar nas paradas da Billboard Hot Country Singles & Tracks (agora Hot Country Songs) em 2004. Esta versão foi transformada em um videoclipe, dirigido por Trey Fanjoy e Stan Kellam.
- A música original de Hank Williams aparece no videogame Grand Theft Auto: San Andreas, de2004, na estação de rádio fictícia de música country K-Rose.
- Leon Russell gravou um cover da música em seu álbum de 1973 " Back Vol. I de Hank Wilson ".

## Paradas musicais

### Hank Williams
| Parada (1951)                    | Posição de pico |
| -------------------------------- | --------------- |
| Singles US Billboard Hot Country | 1               |

#### Parada de fim-de-ano
| Parada (2004)                         | Posição |
| ------------------------------------- | ------- |
| Canções Country dos EUA ( Billboard ) | 53      |